# 인수공통감염병
인수공통감염병(人獸共通感染病, 영어: zoonosis)은 동물과 사람 사이에 상호 전파되는 병원체에 의하여 발생되는 전염병을 말한다.
에볼라 출혈열 및 살모넬라 감염증 같은 질병은 인수공통감염병에 속한다. HIV는 20세기 초에 인간에게 전염된 동물성 질병이지만, 현재는 별도의 인간 전용 질병으로 변이 되었다. 조류 독감과 돼지 독감의 많은 균주는 동물에게 특화된 바이러스이지만, 사람을 감염시키는 대부분의 독감 균주는 사람에게 특화된 바이러스이다. 이런 동물성 바이러스가 때때로 인간 독감균과 재결합하여 1918년 스페인 독감 또는 2009년 돼지 독감과 같은 전염병을 일으킨다. 태니아 솔륨 감염은 발병 지역에서 공중 보건 및 수의학 관련 우려가 있었음에도 무시되었던 열대성 질병 중 하나이다. 인간에게 감염되는 다양한 1,415개의 병원체 중 61%는 인수공통감염병이었다. 대부분의 인간 질병은 다른 동물에서 비롯되었다. 그러나, 광견병과 같이 동물에서 사람에게 전염되는 질병만이 직접적인 인수공통감염병으로 간주된다.
인수공통감염병은 여러 경로로 전파가 된다. 직접 감염의 경우는 감염병이 공기(인플루엔자) 또는 물기와 타액(광견병)과 같은 매체를 통해 다른 동물과 인간사이에 직접 전염된다.

## 원인
동물성 전염은 동물 혹은 동물의 물건이나 사용한 것에 접촉하는 모든 상황에서 발생할 수 있다. 이는 애완동물 키우는 과정이나, 경제 활동 과정(농업, 무역, 축산 등), 약탈(사냥, 도살, 야생 게임), 연구 맥락에서 접촉하여 발생할 수 있다.

## 종류
대한민국에서 관리하는 인수공통감염병의 목록이다.
인수공통감염병이란 동물과 사람 간 전파 가능한 질병을 말하며, 현재 보건복지부장관 고시*로 11종이 지정되어 있음

### 제1급
- 탄저(anthrax)
- 중증급성호흡기증후군(Severe Acute Respiratory Syndrome, SARS)
- 조류인플루엔자 인체감염증(avian influenza infection for human)

### 제 2급
- 결핵(tuberculosis)
- 장출혈성대장균감염증(enterohemorrhagic E. colibacillosis)

### 제 3급
- 일본뇌염(japanese encephalosis)
- 브루셀라증(brucellosis)
- 공수병(hydrophobia)
- 변종 크로이츠펠트-야코프병(variant Creutzfeld-Jakob disease, vCJD)
- 큐열(Q-fever)
- 렙토스피라증(leptospirosis)